# Gadchiroli (stad)
Gadchiroli is een nagar panchayat (plaats) in het district Gadchiroli van de Indiase staat Maharashtra. 

## Demografie
Volgens de Indiase volkstelling van 2001 wonen er 42.464 mensen in Gadchiroli, waarvan 51% mannelijk en 49% vrouwelijk is. De plaats heeft een alfabetiseringsgraad van 74%. 